# Paraembolides brindabella
Paraembolides brindabella is een spinnensoort uit de familie Hexathelidae. De soort komt voor in New South Wales en het Australisch Hoofdstedelijk Territorium.